# Tzapuw Já
Tzapuw Já är en ort i Mexiko.   Den ligger i kommunen Tampamolón Corona och delstaten San Luis Potosí, i den centrala delen av landet, 250 km norr om huvudstaden Mexico City. Tzapuw Já ligger 241 meter över havet och antalet invånare är 320.
Terrängen runt Tzapuw Já är kuperad åt sydväst, men åt nordost är den platt. Tzapuw Já ligger uppe på en höjd. Runt Tzapuw Já är det ganska tätbefolkat, med 58 invånare per kvadratkilometer. Närmaste större samhälle är Tanquián de Escobedo, 15,8 km öster om Tzapuw Já. Omgivningarna runt Tzapuw Já är en mosaik av jordbruksmark och naturlig växtlighet.